# محسن‌آباد (فریمان)
محسن‌آباد (فریمان)، روستایی از توابع بخش مرکزی شهرستان فریمان در استان خراسان رضوی ایران است.دارای مسجد و پارک کودک روستایی؛ کارگاه سنگ تراشی(دیزی سنگی) و مدرسه...جاده آن آسفالته است.دهیار فعالی دارد.

## جمعیت
این روستا در دهستان سنگ بست قرار دارد و براساس سرشماری مرکز آمار ایران در سال ۱۳۸۵، جمعیت آن ۱۴۵ نفر (۳۵خانوار) بوده‌است.